# Ужасный доктор Файбс
«Ужасный доктор Файбс» (англ. The Abominable Dr. Phibes; иногда: «Отвратительный доктор Файбс», «Проклятие доктора Файбса») — фильм ужасов 1971 года с участием актёра Винсента Прайса. В некоторых рецензиях критики определяют фильм как образец жанра джалло. Год спустя было выпущено продолжение «Возвращение доктора Файбса». Поклонниками и рядом критиков относится к числу классических культовых фильмов.

## Сюжет
1925 год. Герой Винсента Прайса — изуродованный в катастрофе музыкант и теолог Антон Файбс мстит эскулапам за гибель своей жены. Те, по его мнению, допустили во время операции грубейшую ошибку, что стало причиной смерти его супруги Виктории (зритель видит лишь фотографию покойной).
И теперь неудачливым служителям Гиппократа придётся выбирать между смертью мучительной и очень мучительной… Следуя тексту Библии, Файбс подобно пророку Моисею насылает на них жестокие виды смерти, в точности воспроизводящие «казни Египетские» из Второзакония: саранчу-убийцу, летучие мыши, жабы, проклятие крови, крысы, дикие звери, и тому подобное. Чтобы подытожить всё это Тьмой.

## Художественные особенности
В фильме две параллели: в одной вершит свою месть Антон Файбс, в другой — инспектор Троут ищет преступника. Оба антипода имеют помощников. У мстителя — немая органистка Вульнавия. И сам Антон Файбс немногословен, первые слова он произносит на 32-й минуте фильме — жутковатый, но полный нежности монолог любви к жене, а свою помощницу называет по имени всего за 10 минут до финальных титров. Любопытно также, что фактический Файбс не шевелит губами — его речь передается через специальный аппарат.
Иначе обстоит дело со слугами закона. Полицейскому Троуту достался говорливый сержант Шенли и непростой шеф Вейверли, консультантом по библейским сюжетам выступит раввин. Сюжетная линия поисков преступника выстроена на блестящих остроумных диалогах (в основном, между Троутом и Вейверли, который плохо улавливает имена), смягчающих шок от изощренных сцен убийств.
Роль Антона Файбса, по мнению критиков Кристофера Нулла и Брюса Халленбека, — одна из самых ярких и характерных ролей Винсента Прайса.
Фильм так же включен Стивеном Кингом в список 100 наиболее значительных картин жанра ужасов с 1950 по 1980 год.
Критика по-разному оценивает фильм — от восторженных отзывов (Нулл и Халленбек), называвшими фильм «сочным ужастиком», достойным встать в ряд классики своего жанра, до строгих конструктивных возражений (Дэвид Пири) по поводу тавтологичности «Призраку Оперы», пустой атмосферности и относительной предсказуемости сюжета и не совсем правильного построения сценария. В целом же фильм имеет положительный баланс по мнению пользователей сайтов IMDB и «Кинопоиск», а в кругах поклонников жанра и игры Винсента Прайса пользуется культовым почитанием, отмеченным среди прочего в мультипликационном сериале «Симпсоны».

## Издания для национальных рынков

### Россия
На лицензионном рынке картина была выпущена компанией «DVD-classic» в блоке с другим классическим фильмом ужасов «13 призраков». Помимо существующего наименования фильма, можно также встретить следующие названия картины «Отвратительный доктор Файбс» и «Проклятие доктора Файбса».

## В ролях
- Винсент Прайс — доктор Антон Файбс
- Джозеф Коттен — доктор Весалиус
- Хью Гриффит — раввин
- Терри-Томас — доктор Лонгстрит
- Вирджиния Норт — Вульнавия
- Питер Гилмор — доктор Китадж
- Сьюзан Трэверс — медсестра Аллен
- Алекс Скотт — доктор Харгривс
- Эдвард Бернэм — доктор Данвуди
- Дэвид Хатчесон — доктор Хеджпад
- Морис Кауфман — доктор Уиткомб
- Питер Джеффри — инспектор Троут
- Дерек Годфри — Кроу
- Шон Бёрри — Лем Весалиус
- Норман Джонс — сержант Шенли
- Джон Кейтер — Вейверли
- Джон Лори — Дэрроу

## Съёмочная группа
- Сценаристы:
  - Джеймс Уитон
  - Уильям Голдстайн
- Режиссёр: Роберт Фуэст
- Продюсеры:
  - Луис Хейуорд
  - Роналд Дьюнэс
- Оператор: Норман Уорик
- Монтаж: Тристам Коунс
- Композиторы:
  - Бэйзил Керчин
  - Джеймс Натан
- Художник: Бернард Ривз
- Костюмы: Эльза Феннелл
- Спецэффекты: Джордж Блэквулл
- Грим: Тревор Кролл-Роллс

## Награды и номинации
- 1971 — Винсент Прайс — специальное упоминание как лучшего актёра на Международном кинофестивале в Каталонии (Испания).
- 1973 — Участник конкурсной программы Международного фестиваля фантастических фильмов в Авориазе (Франция).

## Продолжение
В 1972 году Хью Гриффит и Терри-Томас (несмотря на проступавшую у последнего болезнь Паркинсона) сыграли в продолжении, «Возвращение доктора Файбса», причем, ситуация с их персонажами инверсировалась: если в первом фильме консультантом, помогающим полиции, выступал раввин в исполнении Гриффита, а доктор Лонгстрит Томаса был одной из жертв Файбса, то во втором фильме убивали персонажа Гриффита археолога Гарри Эмброуза, а Терри-Томас сыграл агента пароходства Ломбардо, сообщавшего инспектору Троуту о «подозрительном пассажире с немыслимой причудой — органом, установленным в каюте».
Сценаристы фильма Джеймс Уитон и Уильям Голдстайн планировали сделать ещё 7 сиквелов, самыми проработанными сценариями были «Невеста доктора Файбса» и «Сын доктора Файбса». Однако сдержанный успех второй части, нежелание порядком подуставшего от «роли без слов» Винсента Прайса и других актеров замыливать персонажи (в том числе прогрессирующая болезнь Терри-Томаса) заставили отказаться от этих планов.

## Культурное наследие
Отсылка к фильму есть в серии Симпсонов Sunday, Cruddy Sunday: Мардж и Лиза находят в шкафу комплект «Волшебное Яйцо» (отсылка к Яйцеголовому, запоминающемуся образу Прайса из телесериала Бэтмен). У них почти получилось собрать игрушку, но, к сожалению, в комплекте отсутствуют ноги Яйца (хотя в коробке есть надпись «Ноги прилагаются»). Несмотря на то, что комплект был выпущен в 1967 году, Мардж решает позвонить по телефону, указанному на коробке. К большому удивлению её приветствует голос Винсента Прайса, хозяина компании, выпустившей игрушку. Мардж восхищено говорит, что видела актера в фильме «Ужасный доктор» (её прерывает голос; имя Файбс было опущено), после чего признаётся Лизе в том, что думала, будто Винсент Прайс уже мёртв, голос из трубки отвечает: «в могиле я не задержусь», и добавляет, что его внук Джоди принесет недостающие ноги (в действительности Винсент Прайс умер в 1993 году).
Американская хоррор-панк-группа The Misfits посвятила фильму песню «Dr. Phibes Rises Again» и инструментал «Abominable Dr. Phibes».
Фильм «Пила: Игра на выживание» (Saw) содержит в себе элементы механических пыток, прямо позаимствованных из картины Ужасный доктор Файбс — а именно механическую дробилку головы и рентгеновский снимок с зашитым в тело ключом.

## Факты
- На роль Веселиуса приглашался британец Питер Кушинг, знакомый Прайсу по другим совместным работам (Кричи и снова кричи, 1970 и позднее Психушка[англ.], 1974), однако в связи с болезнью горячо любимой жены, он не рискнул тратить время на съёмки, предпочтя сидеть с тяжелобольной супругой. И все же создатели фильма все же уговорили его сняться в продолжении — в маленькой роли капитана парохода.
- Здание, «сыгравшее» роскошную виллу Файбса — Caldecote Towers — в действительности находится недалеко на северо-западе от Лондона в городе Буши, который благодаря расположению рядом со студиями Elstree и Borehamwood является местом довольно частого проведения натурных съемок. В частности, здесь снимались сцены Гарри Поттера, а также телевизионного шоу Летающий цирк Монти Пайтона.
- Вместо настоящих летучих мышей в фильме использовали более крупных и эффектно смотрящихся на экране летучих лисиц, которые питаются соком и мякотью плодов и цветками.
- Для 60-летнего актёра Винсента Прайса это был юбилейный 100-й фильм в карьере.
- Джозеф Коттен и Шон Берри действительно очень нервничали в сцене операции, и чтобы подбодрить их, Винсент Прайс за кадром корчил им смешные гримасы. Это было довольно накладно, поскольку обильный подчеркнуто-насыщенный грим на лице Прайса лопался, шёл «сеточкой» и осыпался на щеках и подбородке, требуя нанесения заново. В некоторых кадрах видно, что у него «растрескалась» нижняя челюсть.
- Для того, чтобы Джозеф Коттен мог играть, в диалогах Везалиуса с Файбсом текст от Прайса ему читал вслух член съемочной бригады, часть сцен (в частности кульминационная беседа во время операции) была решена так, чтобы лицо Прайса в кадр попадало не постоянно, и он мог говорить часть текста. Коттен ворчал, что он должен был помнить и честно отыгрывать все свои реплики, в то время как Прайс их позже «просто» продублирует. На это Прайс ответил: «Да, но я все равно знаю свой текст, Джо.» (На самом деле, Прайс был хорошо известен в Голливуде за отличную память и способность запоминать весь сценарий целиком).
- Прием с «маской» не был для Прайса новинкой — он уже использовался в фильме «Дом Восковых фигур» (1953).
- За все время фильма персонаж Винсента Прайса не двигает губами в момент речи (хотя временами улыбается и глотательно двигает гортанью) и вообще общается при помощи хитроумного устройства. Словно иронизируя над этим, создатели фильма выпустили к фильму официальный трейлер, в котором текст читал сам Винсент Прайс.
- Изначально по сценарию Файбс убивал свою помощницу Вульнавию. Точный способ не ясен, поскольку эта часть сценария дописывалась по ходу съемок, по некоторым данным, закалывал ножом в позе неконтактного поцелуя со знаменитого промофото, использованного для афиши фильма, однако было решено придать персонажу Винсента Прайса большей импозантности и чуть более сместить акцент с чувств Вульнавии и доктора к чувствам доктора к своей жене, поэтому от этой задумки отказались.
- Режиссёр фильма Роберт Фуэст отклонил и другую «эффектную» задумку сценаристов относительно судьбы Вульнавии — сделать её одним из роботов-марионеток, что и должно было открыться после пролития на неё кислоты — как слишком банальную и нарочитую, настояв на том чтобы оставить её судьбу неясной вообще, отдав на откуп фантазии зрителя. Визуально сцена гибели Вульнавии решена так, что вопрос о её конечной судьбе и идентичности остается открытым.
- В фильме была также занята актриса Джоанна Ламли, однако все сцены с её участием были вырезаны при окончательном монтаже.
- Имя Кэролайн Манро, сыгравшей свою первую роль в кино — Викторию Файбс — не вошло в титры, что не помешало ей сыграть в продолжении и впоследствии заключить выгодный контракт со студией «Hammer». Сама актриса не без юмора говорила в интервью, что сцена в гробу доставила больше всего хлопот — в прекрасном неглиже с перьевым воротником она мучилась от аллергии, и ей стоило огромных усилий чтобы не чихать и не сопеть во время съемки.